# Prionyx pseudostriatus
Prionyx pseudostriatus är en biart som först beskrevs av Giner Marí 1944.  Prionyx pseudostriatus ingår i släktet Prionyx och familjen grävsteklar. Inga underarter finns listade i Catalogue of Life.